# Зінаїда Жуля
Зінаїда Жуля (нар. 2 грудня 1951, с. Гирбовец Аненій-Нойського району) - молдовська виконавиця народної музики.

## Біографія
Народилася в сім'ї Євгенії та Аріона Жуля із села Гирбовец, район Аненій-Ной, Республіка Молдова. 
Любов до музики передали її батьки, які також мали дуже хороші голоси. Мати співачки співала в церковному хорі. 
Навчалася у Вищій музичній школі імені Штефана Няга (1973-1977) у Володимира Акімова (хоровий диригент) та в Інституті мистецтв (1988-1993) у Кишиневі у Василя Стратулата (режисер культурних заходів) 
У віці 17 років, у 1968 році, Зінаїду запрошує маестро Сергій Лункевич солістом оркестру народної музики «Флуєраш» Кишинівської філармонії, де вона працювала до 1991 року. З цим гуртом гастролювала за кордоном, гастролювала майже на всіх континентах. Кілька років працювала в оркестрі народної музики «Мугурел», яким диригував Йон Даскал. Потім виступав у кількох виступах з оркестром народної музики «Скрипалі», під егідою маестро Ніколає Ботгроса. Наразі Зінаїда Жуля - солістка муніципального оркестру, яку диригують брати Василь та Віталій Адвахов. 
У 1976 році йому присвоєно звання художника-емерита, а в 1985 році - народного артиста. У 1993 році нагороджений медаллю " Громадянські заслуги ", а в 1997 - орденом Республіки . 
На "Fluieraș" зірка зустріла кларнетиста Сіміона Бринзіле, який згодом стане її чоловіком і з яким у неї є дочка Зінуша. Сіміон Бринзіле помирає, коли доньці співачки виповниться рік і вісім місяців. Зінаїда Жуля не виходить заміж, а їй допомагають її родичі, Петріка і Доріна Сарбу. Дочка популярної музичної зірки Зінаїди Жуля також обрала музичу кар'єру. 
Співачка співала разом з великими артистами, такими як Ніколає Сулак, Сергій Лункевич, В. Копачинський, І. Даскаль, Т. Чобану, Г. Есану, А. Ботосану, П. Захарія, С. Бранзіла тощо.

## Дискографія

### Альбом "Pentru inima oricui"
- De vorbă cu fiica
- Să răsune ulița
- Ce folos de tinerețea mea
- Așa-i mamă cu copii
- Bună ziua lume
- M-am jurat
- Duminica la o nuntă
- Zile triste, zile grele
- Draga mea prietenă
- Hora din bătrîni
- Boala-i boală
- Vino lăutarule la masă

### Альбом "Pe Ulița Satului"
- Astă horă-mi place mult
- Mîndră ți-am luat basma
- Arde luminița încet
- Cît e lumea și pămîntul
- Hora moldovenilor
- Radu mamei
- Toată vara n-am lucrat
- Să trăiască neamul meu
- Foaie verde mărgărit
- Vecina bărbatul își teme
- Flori de peliniță, flori de busuioc
- Drum la deal și drum la vale
- Pe sub poale de pădure
- Zice mama cîte-o data
- Mă gîndesc din cînd în cînd
- Stau pe gînduri și mă-ntreb
- Duminică dimineață
- Car frumos cu patru boi
- Marie, Marie

### Альбом "Lume Nu Mă Judeca"
- Intro (voce Andrei Porubin)
- Lume nu mă judeca
- Moldovenii cînd s-adună
- Dă Doamne la om noroc
- Inima
- Astăzi este ziua mea
- Foaie verde-a bobului
- Am pornit frumoasă nuntă
- Astă noapte am visat
- Cîntă căutare
- Să petrecem boierește
- Sîrba de demult
- Ce bărbat mai am eu Doamne
- S-audă toată Moldova
- Viața încă-i dulce și frumoasă
- De nuntă (orchestral)